# ベン・スティラー
ベン・スティラー（Benjamin Edward Stiller, 1965年11月30日 - ）は、アメリカ合衆国ニューヨーク市ブルックリン出身の俳優・映画監督・脚本家。

## 来歴
父親は俳優のジェリー・スティラー、母親は女優のアン・メイラ。両親ともにコメディ俳優である。姉のエイミーも女優。
10歳の頃から映画を撮り始める。カリフォルニア大学ロサンゼルス校（UCLA）を退学した後、1986年に劇作家ジョン・グェアの人気作『青葉屋』に出演するチャンスを掴みデビュー。その後、パロディ短編が『サタデー・ナイト・ライブ』で放映されたのをきっかけに同ショーに出演するようになる。1990年代の始めには、MTVで『ザ・ベン・スティラー・ショー』を持っていた。
1994年に監督･出演した『リアリティ・バイツ』では、ジェネレーションX世代の現実を描いた作品として高評価を得たが、その後は俳優･監督の両方とも、コメディに軸足を置いた活動を行っている。

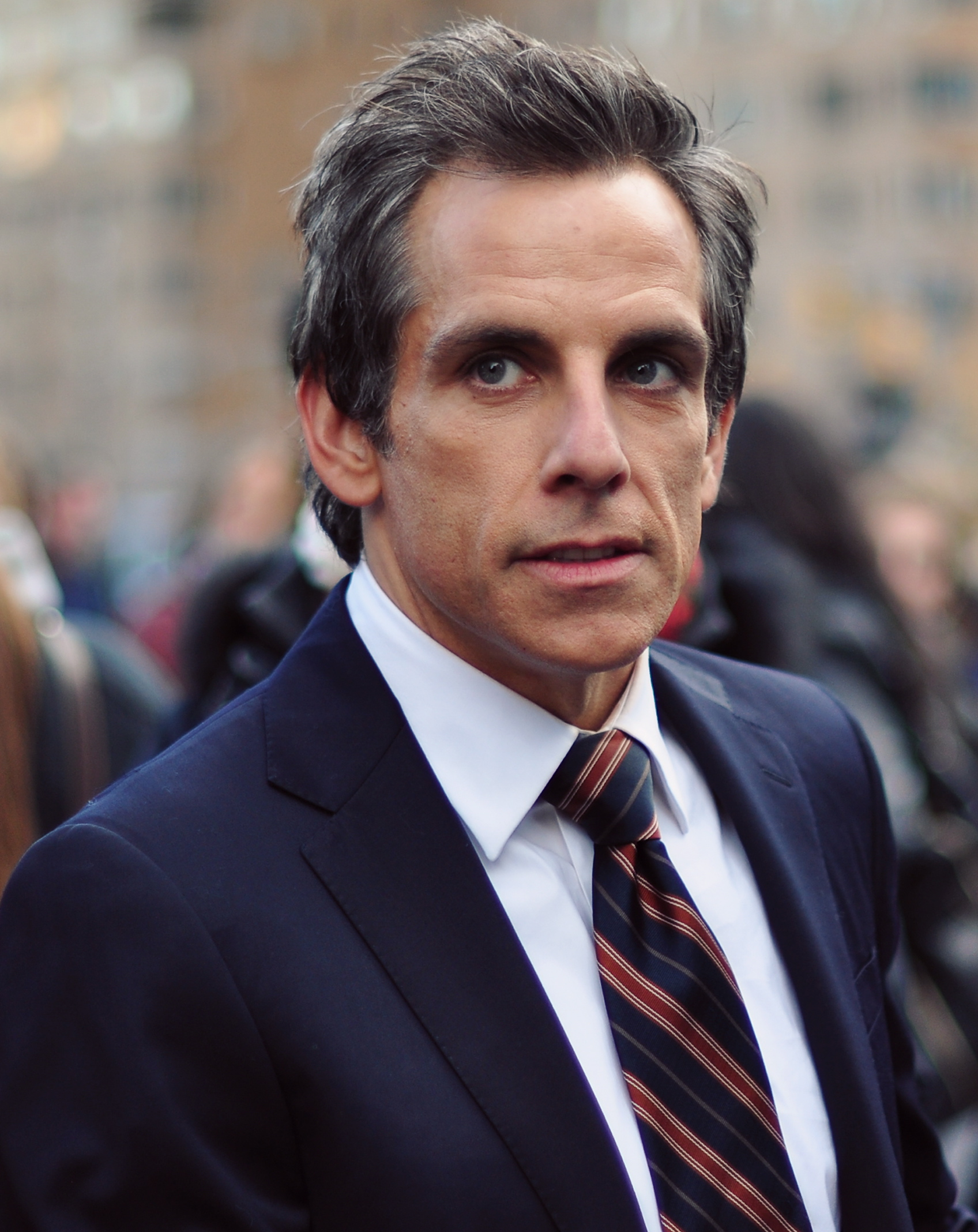
2010年、『ペントハウス』の撮影中

1998年の『メリーに首ったけ』と2000年の『ミート・ザ・ペアレンツ』の大成功により、アメリカは元より日本でも人気スターとなる。同時期に、『GQ』誌やHollywood.comなどとのインタビューで双極性障害を患っていることを告白したが、現在では「あれは冗談だった」と前言を撤回している。

### 私生活
彼はこれまでにジャニーン・ガラファロー、キャリスタ・フロックハート、アマンダ・ピートと交際した事を認めているが、2000年に女優のクリスティン・テイラーとハワイで結婚した。2人は『ズーランダー』と『ドッジボール』で共演している。2人の間には2002年に娘が、2005年に息子が生まれている。彼らは2017年に別居を発表したものの、新型コロナウイルスのパンデミックによるロックダウン期間中に再び同居を開始し、対話が増えたことで、復縁した。
公私共にオーウェン・ウィルソンと仲が良く、スティラーが監督した『ズーランダー』やウィルソンが脚本を担当した『ザ・ロイヤル・テネンバウムズ』、その他にも『ナイト ミュージアム』などの作品で共演している。また、ふたりが共演した作品はいずれも成功を収めている。

### エピソード
スコットランド出身のロック・バンドであるトラヴィスの長年のファンであることを公言しており、同バンドのシングルCloserのPVに出演している。スーパーマーケットを舞台にしたこのPVには、バンドのメンバーそれぞれが店員役で出演。クマの気ぐるみを着た店のマスコット役のフラン・ヒーリーが歌い始めると、買物客や彼らの引くカートも加わってマスゲーム風のダンスが繰り広げられる。通路ではドラマーのニール・プリムローズが買物客とともにダンスに興じるが、店のマネジャー役のスティラーが現れ、お楽しみが中断されるという流れとなっている。
子供の頃から『スタートレック』の大ファンで、1996年の『スタートレック』30周年祝賀式典では自分から頼んで出演し、スピーチした。
民主党の支持者であり、2004年の大統領選挙ではジョン・ケリーに政治献金を送っている。その後、2008年の大統領選挙の民主党候補として当選したバラク・オバマを支持していた。

## 主な出演作品

### 映画
| 公開年 | 邦題 原題                                                                    | 役名                                        | 備考                         | 吹き替え                                        |
| ------ | ---------------------------------------------------------------------------- | ------------------------------------------- | ---------------------------- | ----------------------------------------------- |
| 1987   | トラブル・バケーション/熱い追跡 Hot Pursuit                                  | クリス・ハニーウェル                        |                              | （吹き替え版なし）                              |
| 1988   | 太陽の帝国 Empire of the Sun                                                 | デインティー                                |                              |                                                 |
| 1988   | 想い出のジュエル Fresh Horses                                                | ティプトン                                  |                              |                                                 |
| 1989   | パトリック・スウェイジ/復讐は我が胸に Next of Kin                            | ローレンス・イザベラ                        |                              | （吹き替え版なし）                              |
| 1990   | ステラ Stella                                                                | ジム                                        |                              | 二又一成（ソフト版） 宮本充（日本テレビ版）     |
| 1990   | ワーキング・ガーイ Working Tra$h                                             | フレディ・ノヴァク                          | テレビ映画                   | 大塚芳忠                                        |
| 1991   | 地獄のハイウェイ Highway to Hell                                             | Pluto's Cook / Attila the Hun               |                              |                                                 |
| 1994   | リアリティ・バイツ Reality Bites                                             | マイケル                                    | 監督・出演                   | 堀内賢雄                                        |
| 1995   | ヘビーウェイト サマー・キャンプ奪還作戦 Heavyweights                         | トニー・パーキス / トニー・パーキス・シニア |                              | 堀内賢雄                                        |
| 1996   | 俺は飛ばし屋/プロゴルファー・ギル Happy Gilmore                              | 老人ホームの職員                            | クレジットなし               | TBA                                             |
| 1996   | 失恋セラピスト If Lucy Fell                                                  | Bwick Elias                                 |                              |                                                 |
| 1996   | アメリカの災難 Flirting with Disaster                                        | メル・コプリン                              |                              | 檀臣幸                                          |
| 1996   | ケーブルガイ The Cable Guy                                                   | サム・スイート / スタン・スイート           | 監督・出演                   | 家中宏                                          |
| 1998   | ゼロ・エフェクト Zero Effect                                                 | スティーヴ・アーロ                          |                              | 家中宏                                          |
| 1998   | メリーに首ったけ There's Something About Mary                                | テッド                                      |                              | 井上倫宏                                        |
| 1998   | 僕らのセックス、隣の愛人 Your Friends & Neighbors                            | ジェリー                                    |                              |                                                 |
| 1998   | パーマネント ミッドナイト Permanent Midnight                                 | ジェリー・スタール                          |                              | 桐本琢也                                        |
| 1999   | ザ・サバーバンズ The Suburbans                                               | ジェイ・ローズ                              |                              | （吹き替え版なし）                              |
| 1999   | ミステリー・メン Mystery Men                                                 | ミスター・フューリアス                      |                              | 堀内賢雄                                        |
| 1999   | ブラック AND ホワイト Black and White                                        | マーク・クリアー                            |                              |                                                 |
| 2000   | 僕たちのアナ・バナナ Keeping the Faith                                       | ラビ・ジェイク                              |                              | 森川智之                                        |
| 2000   | ミート・ザ・ペアレンツ Meet the Parents                                      | グレッグ・フォッカー                        |                              | 平田広明                                        |
| 2001   | ズーランダー Zoolander                                                       | デレク・ズーランダー                        | 監督・製作・脚本・出演       | 堀内賢雄                                        |
| 2001   | ザ・ロイヤル・テネンバウムズ The Royal Tenenbaums                            | チャス・テネンバウム                        |                              | 堀内賢雄                                        |
| 2002   | オレンジカウンティ Orange County                                             | 消防士                                      | クレジットなし               |                                                 |
| 2003   | おまけつき新婚生活 Duplex                                                    | アレックス・ローズ                          | 出演・製作                   | 堀内賢雄                                        |
| 2004   | ポリーmy love Along Came Polly                                               | ルーベン・フェファー                        |                              | 檀臣幸                                          |
| 2004   | スタスキー&ハッチ Starsky & Hutch                                            | デヴィッド・スタスキー                      | 出演・製作総指揮             | 堀内賢雄                                        |
| 2004   | 隣のリッチマン Envy                                                          | ティム                                      |                              | 大塚芳忠                                        |
| 2004   | ドッジボール Dodgeball: A True Underdog Story                                | ホワイト・グッドマン                        | 出演・製作                   | 山寺宏一                                        |
| 2004   | 俺たちニュースキャスター Anchorman: The Legend of Ron Burgundy               | アルトゥーロ・メンデス                      |                              | TBA                                             |
| 2004   | ミート・ザ・ペアレンツ2 Meet the Fockers                                     | グレッグ・フォッカー                        |                              | 平田広明                                        |
| 2005   | マダガスカル Madagascar                                                      | アレックス                                  | 声の出演                     | 玉木宏                                          |
| 2006   | 恋愛ルーキーズ School for Scoundrels                                         | ロニー                                      |                              | 桐本琢也                                        |
| 2006   | テネイシャスD 運命のピックをさがせ! Tenacious D in The Pick of Destiny       | ギターショップの店員                        | 出演・製作総指揮             | 高木渉                                          |
| 2006   | ナイト ミュージアム Night at the Museum                                      | ラリー・デイリー                            |                              | 檀臣幸                                          |
| 2007   | ライラにお手あげ The Heartbreak Kid                                          | エディ                                      |                              | 平田広明                                        |
| 2008   | トロピック・サンダー/史上最低の作戦 Tropic Thunder                           | タグ・スピードマン                          | 監督・製作・原案・脚本・出演 | 堀内賢雄                                        |
| 2008   | マダガスカル2 Madagascar: Escape 2 Africa                                    | アレックス                                  | 声の出演                     | 玉木宏 横尾博之（予告）                         |
| 2009   | ナイト ミュージアム2 Night at the Museum: Battle of the Smithsonian          | ラリー・デイリー                            |                              | 檀臣幸                                          |
| 2010   | スティーブとロブのグルメトリップ The Trip                                    | 本人                                        |                              | （吹き替え版なし）                              |
| 2010   | ベン・スティラー 人生は最悪だ! Greenberg                                     | ロジャー・グリーンバーグ                    |                              | （吹き替え版なし）                              |
| 2010   | メガマインド Megamind                                                        | バーナード                                  | 声の出演・製作総指揮         | 津田健次郎                                      |
| 2010   | ミート・ザ・ペアレンツ3 Little Fockers                                       | グレッグ・フォッカー                        |                              | 平田広明                                        |
| 2010   | 容疑者、ホアキン・フェニックス I'm Still Here                                | 本人                                        |                              | （吹き替え版なし）                              |
| 2011   | ペントハウス Tower Heist                                                     | ジョシュ                                    |                              | 檀臣幸                                          |
| 2012   | マダガスカル3 Madagascar 3: Europe's Most Wanted                             | アレックス                                  | 声の出演                     | 玉木宏                                          |
| 2012   | エイリアン バスターズ The Watch                                              | エヴァン・トラウトウィグ                    |                              | 堀内賢雄                                        |
| 2013   | LIFE! The Secret Life of Walter Mitty                                        | ウォルター・ミティ                          | 製作・監督・出演             | 岡村隆史（劇場公開版） 堀内賢雄（ザ・シネマ版） |
| 2014   | ヤング・アダルト・ニューヨーク While We're Young                             | ジョシュ                                    |                              | 堀内賢雄                                        |
| 2014   | ナイト ミュージアム/エジプト王の秘密 Night at the Museum: Secret of the Tomb | ラリー・デイリー ラー                       |                              | 堀内賢雄（ラリー） 小山力也（ラー）             |
| 2016   | ズーランダー NO.2 Zoolander 2                                                | デレク・ズーランダー                        | 監督・製作・脚本・出演       | 堀内賢雄                                        |
| 2017   | マイヤーウィッツ家の人々 (改訂版) The Meyerowitz Stories (New and Selected)  | マシュー・マイヤーウィッツ                  |                              | 落合弘治                                        |
| 2017   | 47歳 人生のステータス Brad's Status                                          | ブラッド・スローン                          |                              | （吹き替え版なし）                              |
| 2019   | グリード ファストファッション帝国の真実 Greed                                | 本人                                        |                              | （吹き替え版なし）                              |
| 2020   | ヒュービーのハロウィーン Hubie Halloween                                     | ハル・L                                     | カメオ出演                   | 堀内賢雄                                        |
| 2021   | ロックダウン Locked Down                                                     | ソロモン                                    |                              | 堀内賢雄                                        |
| 2021   | クイーンピンズ Queenpins                                                     | N/A                                         | 製作総指揮                   | N/A                                             |
| 2022   | ブラザーズ・ラブ Bros                                                        | 本人                                        | カメオ出演                   | TBA                                             |
| 2024   | くるみ割り人形と4人のキッズ Nutcrackers                                      | マイク・マクスウェル                        |                              |                                                 |
| 2024   | Dear Santa                                                                   | ルシファー                                  | ノンクレジット               | N/A                                             |
| 2025   | 俺は飛ばし屋/プロゴルファー・ギル2 Happy Gilmore 2                           | ハル・L                                     |                              | 堀内賢雄                                        |
| TBA    | The Dink                                                                     | TBA                                         | 出演・製作                   |                                                 |

### テレビ
| 放映年                     | 邦題 原題                                                              | 役名                 | 備考                                           | 吹き替え |
| -------------------------- | ---------------------------------------------------------------------- | -------------------- | ---------------------------------------------- | -------- |
| 1987                       | 特捜刑事マイアミ・バイス Miami Vice                                    | エディ・フレッチャー | シーズン4第2話                                 | 田中亮一 |
| 1989                       | サタデー・ナイト・ライブ Saturday Night Live                           | Various              | 兼脚本 計4話出演                               | N/A      |
| 1997                       | フレンズ Friends                                                       | トミー               | シーズン3第22話「レイチェルの勘違い!」         | 檀臣幸   |
| 1998                       | サタデー・ナイト・ライブ Saturday Night Live                           | 本人（ホスト）       | 「Ben Stiller/Alanis Morissette」              | N/A      |
| 2002                       | ザ・シンプソンズ The Simpsons                                          | Garth Motherloving   | 声の出演 シーズン13第8話「デブの町返上大作戦」 |          |
| 2004-2007                  | ラリーのミッドライフ★クライシス Curb Your Enthusiasm                   | 本人                 | 計4話出演                                      |          |
| 2004-2006, 2013, 2018-2019 | ブル〜ス一家は大暴走! Arrested Development                             | トニー               | 計8話出演                                      |          |
| 2011                       | サタデー・ナイト・ライブ Saturday Night Live                           | 本人（ホスト）       | 「Ben Stiller/Foster the People」              | N/A      |
| 2012-2013                  | バーニング・ラブ Burning Love                                          | ジョー               | 計4話出演                                      |          |
| 2014                       | ランニング・ワイルド with ベア・グリルス Running Wild with Bear Grylls | 本人                 | シーズン1第2話「ベン・スティラーとサバイバル」 | TBA      |
| 2018-2019                  | サタデー・ナイト・ライブ Saturday Night Live                           | マイケル・コーエン   | 計6話出演                                      | N/A      |
| 2022-                      | セヴェランス Severance                                                 | キア・イーガン       | 監督・製作総指揮 声の出演                      | TBA      |

## 日本語吹き替え
主に担当しているのは、以下の二人である。
堀内賢雄
『リアリティ・バイツ』で初担当。最も多く吹き替えており、堀内と分け合う形でスティラーを多く担当していた檀臣幸（後述）の逝去に伴い、現在では専属（フィックス）に近い形で大半の作品で吹き替えを担当している。堀内はスティラーについて「コミカルな演技の中にとっても哀愁がある人だと思います。どんなにコミカルな役をやっていても、芝居的には真面目で、声を作ったりしてふざけない。あの人の目の奥にある寂しさを演じられるような、ナチュラルな芝居を意識しています」と分析している。
檀臣幸
『アメリカの災難』で初担当。以降、堀内と分け合う形で多く吹き替えを務め、『ナイト ミュージアム』シリーズのラリー・デイリー役（2作目『ナイト ミュージアム2』まで）などを担当した。
没後、同シリーズのラリー役は3作目『ナイト ミュージアム/エジプト王の秘密』で上記の堀内が引き継いだ。
このほかにも、平田広明、大塚芳忠、家中宏、桐本拓哉なども複数回、声を当てている。

## 参照
1. ↑  Wallace, Debra (1999年11月19日). “Stiller 'softy' in real life”. Jewish News of Greater Phoenix.  オリジナルの2008年12月11日時点におけるアーカイブ。 2009年3月29日閲覧。 {{cite news}}: |publisher=では太字とイタリック体は使えません。 (説明)⚠
2. ↑  Los Angeles Times
3. ↑  “Ben Stiller”. Yahoo!. 2009年3月29日閲覧。
4. ↑  “Ben Stiller's funny charms”. Monsters and Critics. (2006年12月16日).  オリジナルの2009年1月11日時点におけるアーカイブ。 2009年3月29日閲覧。
5. ↑  ベン・スティラー、結婚17年で破局 - シネマトゥデイ
6. ↑  “Buzzle.com”. Ben Stiller, Christine Taylor Welcome a Girl. 2006年12月18日閲覧。
7. ↑  “ベン・スティラーに男の子誕生”. シネマトゥデイ. (2005年8月5日) 2013年5月18日閲覧。
8. ↑  “Christine Taylor Explains Why She and Ben Stiller Rekindled Their Marriage: 'We Found This Way Back'”.   People. 20250111閲覧。 エラー: 閲覧日が正しく記入されていません。（説明）
9. ↑  “Newsmeat”. Ben Stiller's Federal Campaign Contribution Report. 2008年10月17日時点のオリジナルよりアーカイブ。2006年12月18日閲覧。
10. ↑  “Sky Valley Journal”. Hollywood stars attend Obama fundraiser. 2007年2月21日閲覧。
11. ↑  “MTV”. Will Smith, Ben Stiller, Even Paulie Walnuts Open Wallets for Presidential Candidates. 2007年7月24日閲覧。
12. ↑  “The Associated Press”. Celebrities Donate to Many Candidates. 2008年1月24日時点のオリジナルよりアーカイブ。2008年1月15日閲覧。
13. 1 2 3  “「LIFE!」ザ・シネマ新録版特集 (2/2)- 映画ナタリー 特集・インタビュー”. 映画ナタリー (清水洋史). (2019年2月22日) 2021年11月25日閲覧。
14. ↑  ブラッド・ピット〈ジョン・スミス〉役 堀内賢雄 インタビュー（Wayback Machineによるアーカイブ） ｜ 吹替の帝王